# 2,6-Dimethyl-7-octen-2-ol
2,6-Dimethyloct-7-en-2-ol ist eine chemische Verbindung aus der Gruppe der Alkenole.

## Gewinnung und Darstellung
2,6-Dimethyloct-7-en-2-ol und dessen Carbonsäureester werden aus Dimethylcyclooctenmischungen hergestellt (1,5-Dimethylcycloocten 1, 1,6-Dimethylcycloocten und/oder 1,4-Dimethylcycloocten), durch (a) thermische Isomerisierung der Dimethylcyclooctenreaktionsmischung zu einem Octadiengemisch (2,5-, 2,7- und  2,6-Dimethylocta-1,7-dien 2), (b) Umsetzen des Octadiengemischs mit einer Carbonsäure zur selektiven Bildung des Esters 3 von 2,6-Dimethyloct-7-en-2-ol und (c) gegebenenfalls Hydrolysieren des Esters zu 2,6-Dimethyloct-7-en-2-ol 4 unter basischen Bedingungen.
Ein alternativer Weg zur Darstellung von 2,6-Dimethyloct-7-en-2-ol ist die Pyrolyse von Pinan 5 zu 2,6-Dimethylocta-2,7-dien 6, welches mit Eisessig/Schwefelsäure zu 2,6-Dimethyloct-7-en-2-acetat 3 umgesetzt wird. Hydrolyse des Esters mit einer Kaliumhydroxid-Lösung ergibt 2,6-Dimethyloct-7-en-2-ol 4.

## Eigenschaften
2,6-Dimethyloct-7-en-2-ol ist eine brennbare, schwer entzündbare viskose farblose Flüssigkeit, die sehr schwer löslich in Wasser ist.

## Verwendung
2,6-Dimethyloct-7-en-2-ol wird in der Riechstoffindustrie wegen seines frischen limonen- und seines zitrusartigen Geruchs verwendet (zum Beispiel für Drakkar Noir).

## Sicherheitshinweise
Die Dämpfe von 2,6-Dimethyloct-7-en-2-ol können mit Luft ein explosionsfähiges Gemisch (Flammpunkt 76 °C) bilden.